# Henri Carrette
Pour les articles homonymes, voir Carette.
Henri Carrette, né le 25 janvier 1846 à Roubaix (Nord) et décédé le 23 juin 1911, est un homme politique français.

## Biographie
Fils de tisserand ayant quitté l'école à onze ans puis lui-même tisserand à ses débuts, il fut ensuite cabaretier et marchand de journaux. Collectiviste, membre du Parti ouvrier français dont il géra l'organe de presse intitulé Le Forçat, il en fonda la section locale dans le quartier de l'Alma, proche de son cabaret et devint conseiller général du Nord puis le premier maire socialiste de Roubaix le 15 mai 1892.
Enterré au cimetière de Roubaix, sa tombe porte l'épitaphe suivante : « Debout, les damnés de la terre... ».